# Tamaz Gamkrelidze
Tamaz (Thomas) Valerianis dze Gamkrelidze (en georgiano თამაზ ვალერიანის ძე გამყრელიძე; Kutaisi, 23 de octubre de 1929 - 10 de febrero de 2021) fue un lingüista orientalista e hititólogo georgiano. Fue académico (desde 1974) y presidente de la Academia de Ciencias de Georgia (2005-2013).

## Biografía
Gamkrelidze nació en Kutaisi, República Socialista Soviética de Georgia. Su hermano Revaz Gamkrelidze es un matemático famoso y académico.
Tamaz Gamkrelidze se graduó de la Facultad de Estudios Orientales de la Universidad Estatal de Tiflis (TSU) en 1952. Desde 1964 Gamkrelidze fue profesor de esta universidad y desde 1966 Director de la Cátedra de Lingüística Estructural y Aplicada. En 1973-2006 fue director del Instituto de Estudios Orientales Tsereteli (Tiflis). Fue autor de numerosos trabajos destacados en los campos de la lingüística indoeuropea, las lenguas antiguas, la lingüística teórica, la lingüística estructural y aplicada y la kartvelología. Fue uno de los principales defensores de la teoría glotálica de las consonantes protoindoeuropeas junto a Vyacheslav Ivanov. En la década de 1980, Gamkrelidze trabajó también con Ivanov en una nueva teoría de las migraciones indoeuropeas, que publicaron en Indo-European and Indo-Europeans (1995).
En 1988-1995 fue el editor de la principal revista de lingüística de la Academia de Ciencias de Rusia Voprosy jazykoznanija. Fue asociado extranjero de la Academia Nacional de Ciencias de los Estados Unidos (2006), miembro honorario extranjero de la Academia Estadounidense de Artes y Ciencias, miembro correspondiente de la Academia Británica, miembro de la Societas Linguistica Europaea (presidente en 1986-1988), miembro correspondiente de la Academia de Ciencias de Austria, académico de la Academia de Ciencias de Rusia, miembro de la Academia Mundial de Arte y Ciencia (2006), doctor honoris causa de la Universidad de Bonn y de la Universidad de Chicago, miembro de honor de la Linguistic Society of America, etc. Ha recibido el Premio Lenin (1988), el Premio Humboldt (1989) y el Premio Ivane Javakhishvili de la Academia de Ciencias de Georgia (1992). De 1992 a 2005, Gamkrelidze fue miembro del Parlamento de Georgia.
En agosto de 1991, Tamaz Gamkrelidze fue nombrado rector de la Universidad Estatal de Tiflis; sin embargo, permaneció en este puesto durante muy poco tiempo. Desde 2000, era ciudadano honorario de Tiflis.
Gamkrelidze murió el 10 de febrero de 2021, a la edad de 91 años.